# 제이미 컬럼
제이미 컬럼(Jamie Cullum, 1979년 8월 20일 ~ )은 잉글랜드의 싱어송라이터이다.